# Mecànica dels fluids

Túnel de vent

La mecànica dels fluids és la part de la física que estudia l'efecte de les forces sobre els fluids i el seu moviment. Els fluids són els líquids i els gasos. És una branca de la mecànica dels medis continus que es divideix en dos camps, la hidroestàtica o estàtica de fluids, que estudia els fluids en equilibri estàtic, i la hidrodinàmica o dinàmica de fluids, que estudia els fluids sotmesos a forces no nul·les, en moviment. L'estudi de la mecànica dels fluids ja és documentada a l'antiga Grècia on Arquimedes va iniciar l'estudi de la hidroestàtica. A l'edat mitjana els físics Al-Biruni i Al-Khazini avançarien en la hidroestàtica i començarien l'estudi de la dinàmica dels fluids.
Tanmateix, la mecànica de fluids i en especial la hidrodinàmica és un camp d'estudi amb força problemes sense resoldre o parcialment resolts. Es tracta d'una disciplina matemàticament complexa que sovint requereix l'anàlisi numèrica amb l'ajut dels ordinadors. Una nova branca denominada dinàmica de fluids computacional segueix aquest camí de la informàtica per tal de resoldre els problemes. També s'utilitza la velocimetria per imatge de partícules, un mètode experimental que permet l'anàlisi i la visualització del flux d'un fluid.

## Branques principals

### Estàtica de fluids
La Hidrostàtica o estàtica de fluids és la branca de la mecànica de fluids que estudia els fluids en repòs. Abarca l'estudi de les condicions en què els fluids estan en repòs en equilibri estable; i es contrasta amb la dinàmica de fluids, l'estudi dels fluids en moviment. La hidroestàtica ofereix explicacions físiques per a molts fenòmens de la vida quotidiana, com ara per què la pressió atmosfèrica canvia amb l'altitud, per què la fusta i el oli floten sobre l'aigua i per què la superfície de l'aigua està sempre plana sigui quin sigui la forma del seu recipient. La hidroestàtica és fonamental per a la hidràulica, l'enginyeria d'equips per emmagatzemar, transportar i utilitzar fluids. També és rellevant per a alguns aspectes de la geofísica i l'astrofísica (per exemple, per entendre la tectònica de plaques i les anomalies en el camp gravitatori de la Terra), per a la meteorologia, a la medicina (en el context de la tensió arterial), i molts altres camps.

### Dinàmica de fluids
La dinàmica de fluids és una subdisciplina de la mecànica de fluids que s'ocupa del "flux de fluids": la ciència dels líquids i gasos en moviment. La dinàmica de fluids ofereix una estructura sistemàtica —que és la base d'aquestes ciències aplicades— que abraça lleis empíriques i semiempíriques derivades de la mesura de fluxos i utilitzada per resoldre problemes pràctics. La solució a un problema de dinàmica de fluids normalment implica calcular diverses propietats del fluid, com ara la velocitat, la pressió, la densitat i la temperatura, com a funcions de espai i temps. Té diverses subdisciplines, com ara l'aerodinàmica (l'estudi de l'aire i altres gasos en moviment) i la hidrodinàmica (l'estudi dels líquids en moviment). La dinàmica de fluids té un ampli ventall d'aplicacions, inclòs el càlcul de forces i moments en avions, determinar el cabal màssic del petroli a través de canonades, predir patrons de clima en evolució, entendre la nebulosa a l'espai interestel·lar i modelar explosions. Alguns principis dinàmics de fluids s'utilitzen en enginyeria de trànsit i dinàmica de multituds.

## Relació amb la mecànica del continu
La mecànica de fluids és una subdisciplina de la mecànica dels medis continus, tal com s'il·lustra a la taula següent.
| Mecànica dels medis continus | Mecànica del sòlid deformable és l'estudi de la física dels sòlids continus que tenen un estat de repòs amb forma definida. | Elasticitat descriu els materials que tornen a la forma que correspon al seu estat de repòs quan es deixa d'aplicar una força.                         | Elasticitat descriu els materials que tornen a la forma que correspon al seu estat de repòs quan es deixa d'aplicar una força.                                                                             |
| Mecànica dels medis continus | Mecànica del sòlid deformable és l'estudi de la física dels sòlids continus que tenen un estat de repòs amb forma definida. | Plasticitat descriu els materials que es deformen de manera permanent (canvien la forma del seu estat de repòs) després d'aplicar una força suficient. | Reologia: Atès que certs materials són viscoelàstics (presenten una combinació de propietats elàstiques i viscoses), la frontera entre la mecànica del sòlid deformable i la mecànica de fluids és difusa. |
| Mecànica dels medis continus | La mecànica dels fluids (inclou l'estàtica dels fluids i la dinàmica dels fluids) tracta amb la física dels fluids. Una propietat important dels fluids és la viscositat, que és la força que genera un fluid en resposta a un gradient de velocitat. | Fluids no newtonians | Reologia: Atès que certs materials són viscoelàstics (presenten una combinació de propietats elàstiques i viscoses), la frontera entre la mecànica del sòlid deformable i la mecànica de fluids és difusa. |
| Mecànica dels medis continus | La mecànica dels fluids (inclou l'estàtica dels fluids i la dinàmica dels fluids) tracta amb la física dels fluids. Una propietat important dels fluids és la viscositat, que és la força que genera un fluid en resposta a un gradient de velocitat. | Fluids newtonians | |

Des d'un punt de vista mecànic, un fluid és una substància que no suporta la tensió tallant; per això un fluid en repòs té la forma del seu vas que ho conté. Un fluid en repòs no té tensió tallant.

## Supòsits
Els supòsits inherents a un tractament mecànic de fluids d'un sistema físic es poden expressar en termes d'equacions matemàtiques. Fonamentalment, se suposa que tot sistema mecànic de fluids obeeix:
- La conservació de la massa
- La conservació de l'energia
- La conservació de la quantitat de moviment
- La suposició del continu

La suposició del continu és una idealització de la mecànica dels medis continus sota la qual els fluids es poden tractar com a continus, tot i que, en un microscòpic escala, estan composts per molècules. Sota l'assumpció del continu, les propietats macroscòpiques (observades/mesurables) com ara la densitat, la pressió, la temperatura i la velocitat a granel es consideren ben definides en elements de volum "infinitesimals", petits en comparació amb l'escala de longitud característica del sistema, però grans en comparació amb l'escala de longitud molecular. Les propietats dels fluids poden variar contínuament d'un element de volum a un altre i són valors mitjans de les propietats moleculars. La hipòtesi del continu pot donar lloc a resultats inexacts en aplicacions com els fluxos de velocitat supersònics o els fluxos moleculars a escala nanomètrica. Aquells problemes per als quals falla la hipòtesi del continu es poden resoldre mitjançant la mecànica estadística. Per determinar si s'aplica o no la hipòtesi del continu, s'avalua el nombre de Knudsen, definit com la relació entre el camí lliure mitjà molecular i la longitud característica escala. Els problemes amb nombres Knudsen inferiors a 0,1 es poden avaluar mitjançant la hipòtesi del continu, però es pot aplicar un enfocament molecular (mecànica estadística) per trobar el moviment del fluid per a nombres de Knudsen més grans.

## Equacions de Navier–Stokes
Les equacions de Navier–Stokes (anomenades així per Claude-Louis Navier i George Gabriel Stokes) són equacions diferencials que descriuen l'equilibri de forces en un punt determinat dins d'un fluid. Per a un fluid incompressible amb un camp de velocitat vectorial {\displaystyle \mathbf {u} }, les equacions de Navier–Stokes són:
{\displaystyle {\frac {\partial \mathbf {u} }{\partial t}}+(\mathbf {u} \cdot \nabla )\mathbf {u} =-{\frac {1}{\rho }}\nabla p+\nu \nabla ^{2}\mathbf {u} }.
Aquestes equacions diferencials són les anàlegues dels materials deformables a les equacions de moviment de Newton per a les partícules: les equacions de Navier-Stokes descriuen els canvis en el moment (força) en resposta a la pressió {\displaystyle p} i viscositat, parametritzats per la viscositat cinemàtica {\displaystyle \nu }. De vegades, a les equacions s'hi afegeixen altres forces, com ara la força gravitatòria o la força de Lorentz.
Les solucions de les equacions de Navier-Stokes per a un problema físic donat s'han de buscar amb l'ajuda del càlcul. En termes pràctics, només els casos més senzills es poden resoldre exactament d'aquesta manera. Aquests casos generalment impliquen un flux no turbulent i constant en el qual el nombre de Reynolds és petit. Per a casos més complexos, especialment aquells que involucren turbulència, com ara sistemes meteorològics globals, aerodinàmica, hidrodinàmica i molts més, actualment només es poden trobar solucions de les equacions de Navier-Stokes amb l'ajuda d'ordinadors. Aquesta branca de la ciència s'anomena dinàmica de fluids computacional.

## Viscositat
Un fluid no viscós no té viscositat, {\displaystyle \nu =0}. A la pràctica, un flux no viscós és una idealització, que facilita el tractament matemàtic. De fet, només se sap que els fluxos purament no viscosos es realitzen en el cas de la superfluidesa. En cas contrari, els fluids són generalment viscosos, una propietat que sovint és més important dins d'una capa límit prop d'una superfície sòlida, on el flux ha de coincidir amb la condició de no lliscament en el sòlid. En alguns casos, les matemàtiques d'un sistema mecànic de fluids es poden tractar assumint que el fluid fora de les capes límit no és viscós, i després concordant la seva solució amb la d'una capa límit de laminar prima.
Per al flux de fluid sobre un límit porós, la velocitat del fluid pot ser discontínua entre el fluid lliure i el fluid del medi porós (això està relacionat amb la condició de Beavers i Joseph). A més, és útil a velocitats baixes subsòniquès assumir que el gas és incompressible, és a dir, la densitat del gas no canvia encara que la velocitat i la pressió estàtica canvïin.

## Fluid newtonià
Un fluid newtonià (anomenat així per Isaac Newton) es defineix com un fluid la tensió de tall del qual és linealment proporcional a la velocitat gradient en la direcció perpendicular al pla de cisalla. Aquesta definició vol dir que, independentment de les forces que actuin sobre un fluid, continua fluint. Per exemple, l'aigua és un fluid newtonià, perquè continua mostrant propietats fluides per molt que s'agiti o es barregi. Una definició una mica menys rigorosa és que l'arrossegament d'un objecte petit que es mou lentament pel fluid és proporcional a la força aplicada a l'objecte. Els fluids importants, com l'aigua, així com la majoria de gasos, es comporten, en una bona aproximació, com un fluid newtonià en condicions normals a la Terra.

### Equacions per a fluids newtonians
La constant de proporcionalitat entre el tensor d'esforç viscós i el gradient de velocitat es coneix com a viscositat. Una equació senzilla per descriure el comportament del fluid newtonià incompressible és:
{\displaystyle \tau =-\mu {\frac {\mathrm {d} u}{\mathrm {d} n}}}
on
{\displaystyle \tau } és l'esforç tallant que exerceix el fluid ("arrossegament"),
{\displaystyle \mu } és la viscositat del fluid, una constant de proporcionalitat, i
{\displaystyle {\frac {\mathrm {d} u}{\mathrm {d} n}}} és el gradient de velocitat perpendicular a la direcció de tall.
Per a un fluid newtonià, la viscositat, per definició, depèn només de la temperatura, no de les forces que actuen sobre ell. Si el fluid és incompressible l'equació que regeix l'esforç viscós (en coordenades cartesianes) és:
{\displaystyle \tau _{ij}=\mu \left({\frac {\partial v_{i}}{\partial x_{j}}}+{\frac {\partial v_{j}}{\partial x_{i}}}\right)}
on
{\displaystyle \tau _{ij}} és l'esforç tallant a la cara {\displaystyle i^{th}} d'un element fluid a {\displaystyle j^{th}} direcció
{\displaystyle v_{i}} és la velocitat en la direcció {\displaystyle i^{th}}
{\displaystyle x_{j}} és la coordenada de direcció {\displaystyle j^{th}}.
Si el fluid no és incompressible, la forma general de l'esforç viscós en un fluid newtonià és:
{\displaystyle \tau _{ij}=\mu \left({\frac {\partial v_{i}}{\partial x_{j}}}+{\frac {\partial v_{j}}{\partial x_{i}}}-{\frac {2}{3}}\delta _{ij}\nabla \cdot \mathbf {v} \right)+\kappa \delta _{ij}\nabla \cdot \mathbf {v} }
on{\displaystyle \kappa } és el segon coeficient de viscositat (o viscositat a granel). Si un fluid no obeeix aquesta relació, s'anomena fluid no newtonià, del qual n'hi ha de diversos tipus. Els fluids no newtonians poden ser plàstics, plàstics de Bingham, pseudoplàstics, dilatants, tixotròpics, reopèctics i viscoelàstics.
En algunes aplicacions, es fa una altra divisió àmplia entre fluids: fluids ideals i no ideals. Un fluid ideal no és viscós i no ofereix cap resistència a una força de cisalla. Un fluid ideal realment no existeix, però en alguns càlculs, la suposició és justificable. Un exemple d'això és el flux lluny de superfícies sòlides. En molts casos, els efectes viscosos es concentren a prop dels límits sòlids (com a les capes límit), mentre que a les regions del camp de flux allunyades dels límits es poden descuidar els efectes viscosos i el fluid allà es tracta com si fos inviscós (flux ideal). Quan es descuida la viscositat, el terme que conté el tensor d'esforç viscós {\displaystyle \mathbf {\tau } } a l'equació de Navier–Stokes s'esvaeix. L'equació reduïda d'aquesta forma s'anomena equació d'Euler.